# Commandement des opérations spéciales
Pour les articles homonymes, voir COS.
Le Commandement des opérations spéciales (COS) est un état-major interarmées qui regroupe les forces spéciales de niveau intermédiaire des armées française sous une même autorité opérationnelle. Les forces spéciales historiques étant regroupées au service action depuis 1941 (BCRA devenu DGSE de nos jours). 
Il est placé sous les ordres du Chef d'État-Major des Armées (CEMA). La nécessité d'une telle fédération est apparue après la participation française à la première guerre du Golfe et l'observation des exemples américain (USSOCOM) et britannique (UKSF).
En France, les forces spéciales sont soumis au respect des lois et conventions. Ce ne sont pas des forces non-conventionnelles (contrairement aux forces spéciales de la DGSE) et sont plutôt assimilables à des unités de choc (missions Arès, Jehol, Sabre, Hydra). 
Cependant, le COS peine à trouver sa spécificité depuis sa création et développe le concept de zone grise militarisé,/ guerre hybride qui le met en concurrence directe avec les forces spéciales de la DGSE. De la même façon, le COS a dès sa création ouvert son champ d'action aux missions d'infanterie légère ou de commandos conventionnels (CRAP, URH27, FAR, 2e RH, CAPR, etc.). Cet écartement de domaine d'intervention en empiétant sur le pré carré des différentes forces existantes au prix d'un rapport coût/efficacité discutable interroge sur la nécessité de perdurer cet outil qui est avant tout un moyen d'économies par un outil multi-taches utilisant des unités de niveaux hétérogènes (CPA 30 vs Commando Hubert).

## Historique
Le Commandement des opérations spéciales (COS) est créé par l'arrêté du 24 juin 1992 du ministre de la Défense Pierre Joxe. L'arrêté du 5 janvier 2017 relatif au commandement des opérations spéciales fixe ses attributions : 
« Il est chargé de planifier, préparer, coordonner et conduire les opérations spéciales, qui sont des opérations militaires menées en dehors des cadres d'actions classiques, visant à atteindre des objectifs d'intérêt stratégique, notamment en termes d'actions d'environnement, d'ouverture de théâtre d'opérations, d'intervention dans la profondeur sur des objectifs à haute valeur, ou en matière de lutte contre les organisations terroristes. Il peut se voir confier la conduite ou la participation à des opérations de libération d'otages hors du territoire national. Il contribue à des activités de recueil et d'exploitation du renseignement, en particulier en milieu non permissif. »
— Arrêté du 5 janvier 2017 relatif au commandement des opérations spéciales
L'état-major du COS est situé depuis 2006 sur la base aérienne 107 à Vélizy-Villacoublay, dans les Yvelines.
Contrairement à l'USSOCOM américain, le COS ne possède pas d'unités de guerre psychologique ou d'action civilo-militaire, ce en dépit des directives du CEMA en 1993, l'amiral Jacques Lanxade, qui l'avait autorisé à « développer des capacités de guerre psychologique ».
Le COS représente début 2014 un réservoir théorique de 3 196 personnes (dont 256 dans les états-majors), auxquels s'ajoutent 400 réservistes. Son effectif réel à cette date est de 3 019 personnes. La loi de programmation militaire 2014-2019 prévoyait de porter ce nombre à 3 746 personnes. En 2018, il est de 4 300 personnes. Son commandant, le GCOS, est depuis le 1er septembre 2021 le général de brigade Bertrand Toujouse.
François Hollande puis Emmanuel Macron, en tant que présidents de la République, sont convaincus de l'importance des forces spéciales, et elles participent aujourd'hui à tous les engagements de la France à l'extérieur. Elles sont les "premières" à arriver officiellement sur place, et les dernières à en repartir. Elles comptent souvent le premier mort français des combats sur un terrain particulier.
En décembre 2022, les journalistes Benoît Collombat, Jacques Monin (Radio France) et Geoffrey Livolsi (Disclose) sont convoqués à la DGSI après une enquête publiée en 2018 sur des soupçons de trafic d'influence au sein de l'armée française. L'enquête indique que le parquet national financier enquête notamment sur le Commandement des opérations spéciales,.

## Place du COS dans la structure militaire française

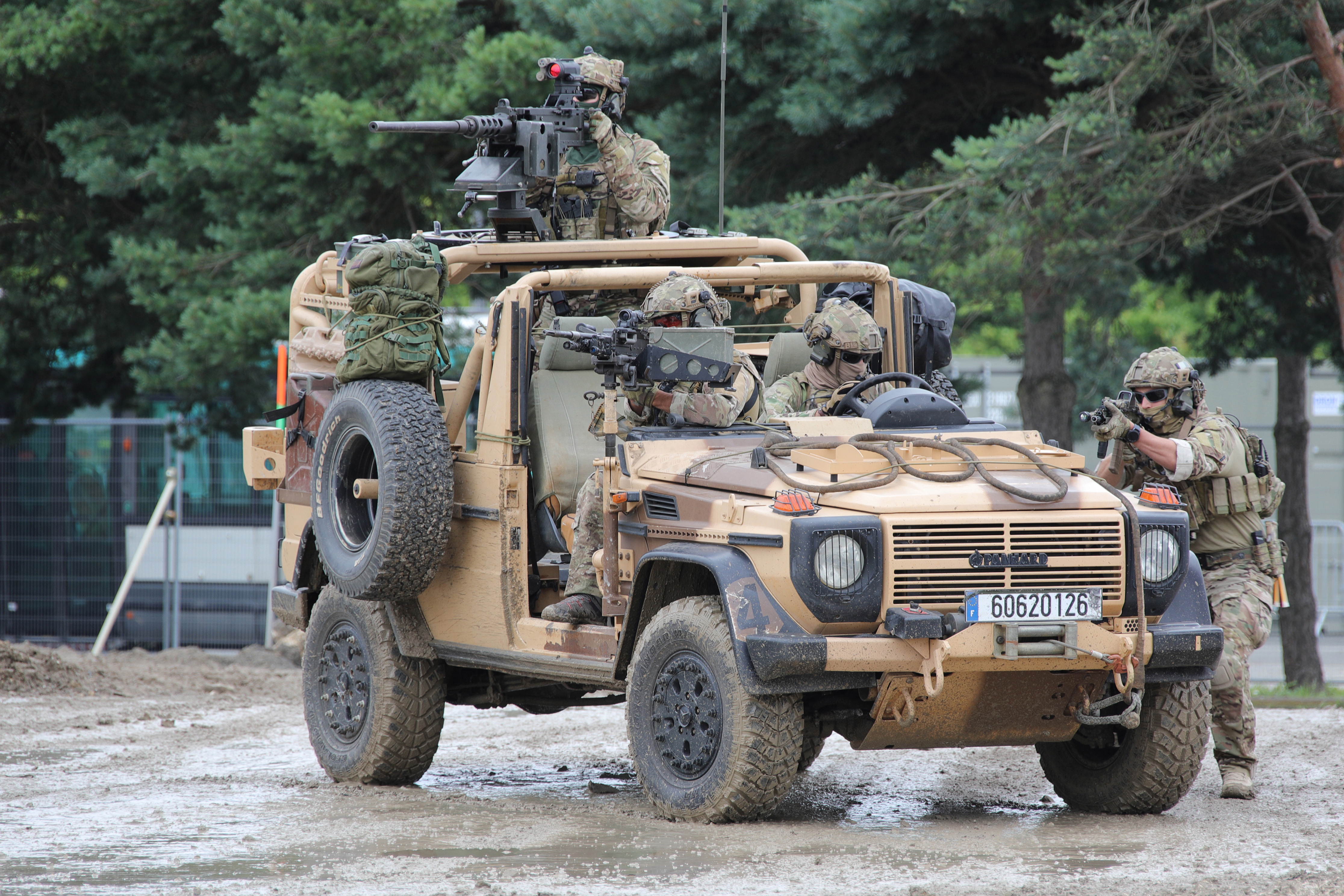
Équipe des forces spéciales terre lors d'une démonstration de libération d'otages, juin 2018.

Le COS est placé sous les ordres du chef d'État-Major des armées (CEMA). Le COS est un commandement opérationnel. À ce titre il n'a pas d'autorité organique directe sur les unités qu'il emploie. Néanmoins il assume certaines de ces fonctions, notamment en matière de politique d'équipement, de recherche et développement, d'entrainement et de préparation opérationnelle.
Pour effectuer les missions qu'il lui assigne, le CEMA met à la disposition du COS les moyens matériels ou humains adaptés provenant le cas échéant de n'importe quelle unité des Forces armées françaises. Le COS fait appel de manière ordinaire aux composantes spéciales des trois armées :
- Composante spéciale de l'Armée de terre :
  - Commandement des forces spéciales terre (COM FST), basé à Pau, ancienne brigade des forces spéciales Terre (BFST) :
    - Compagnie de commandement et de transmissions des forces spéciales (CCTFS), basée à Pau
    - 1er régiment de parachutistes d'infanterie de marine (1er RPIMa), spécialisé dans les actions terrestres commandos du type RAPAS (recherche aéroportée et actions spécialisées), basé à Bayonne
    - 13e régiment de dragons parachutistes (13e RDP), spécialisé dans le renseignement militaire en milieu hostile, basé à Martignas-sur-Jalle
    - 4e régiment d'hélicoptères des forces spéciales (4e RHFS), une unité d'hélicoptères basée à Pau.
- Composante spéciale de la Marine nationale :
  - Force des fusiliers marins et commandos (FORFUSCO) :
    - Commando Hubert (action spéciale polyvalente avec spécialité nageurs de combat[N 1])
    - Commando Jaubert (contre-terrorisme et surveillance-neutralisation[N 1])
    - Commando Trépel (contre-terrorisme et surveillance-neutralisation[N 1])
    - Commando de Penfentenyo (contre-terrorisme et surveillance-neutralisation)
    - Commando de Montfort (contre-terrorisme et surveillance-neutralisation)
    - Commando Kieffer (commandement et appui opérationnel, hautes technologies)
    - Commando Ponchardier (soutien logistique et appui aux opérations spéciales mer).
- Composante spéciale de l'Armée de l'air :
  - Brigade des forces spéciales air (B.F.S.A.) :
    - Commando parachutiste de l'air n°10 (CPA 10 : action commando, reconnaissance, contre-terrorisme, guidage de frappes aériennes dans la profondeur)
    - Commando parachutiste de l'air n°30 (CPA 30 : appuis spécialisés techniques, drones)
    - Escadron de transport 3/61 Poitou
    - Escadron d'hélicoptères 1/67 Pyrénées

Les dénominations antérieures d'unités de « 1er, 2e et 3e cercles », employées dans les premières années d’existence du COS n'ont plus cours. Elles visaient à distinguer les unités dites spéciales (cf supra) des autres unités ou groupes spécialisés du reste de l'armée (GCP, GCM, EOP, DIN, Fusiliers Marins, etc…), pouvant renforcer le cas échéant les unités du COS en opérations pour des besoins ponctuels. Dans ce type d'unité, il est naturel et nécessaire que des échanges relatifs au matériel et aux tactiques existent. Leurs structure, équipement, entrainement ainsi que leurs capacités opérationnelles sont basés sur leur emploi particulier au sein de leurs divisions. Néanmoins, dans le cadre des opérations spéciales dites « adaptées », un groupement de forces spéciales (GFS) s'appuie et se coordonne avec ces unités de manière préférentielle.
Début 2014, ils peuvent disposer de deux C-130 Hercules, de trois C-160 Transall, de deux DHC-6 Twin Otter, de vingt-huit hélicoptères de l'ALAT et de deux hélicoptères de l'Armée de l'air. Cette même année, afin de renforcer les capacités voilure tournante du COS, il est décidé d'intégrer l'escadron d'hélicoptères 1/67 Pyrénées avec ses Caracal.
- Composantes du Service de santé des armées :
  - 1ère chefferie du service de santé - forces spéciales (1 CSS-FS) :
    - 2e Antenne médicale spécialisée (2 AMS : soutien au profit du Commando Hubert)
    - 3e Antenne médicale spécialisée (3 AMS : soutien au profit du Commandement des forces spéciales terre (COM FST), Compagnie de commandement et de transmissions des forces spéciales (CCTFS) et du 4e régiment d'hélicoptères des forces spéciales (4e RHFS))
    - 4e Antenne médicale spécialisée (4 AMS : soutien au profit du 1er régiment de parachutistes d'infanterie de marine (1er RPIMa))
    - 5e Antenne médicale spécialisée (5 AMS : soutien au profit du 13e régiment de dragons parachutistes (13e RDP))
    - 6e Antenne médicale spécialisée (6 AMS : soutien au profit du Commando parachutiste de l'air n°10 (CPA 10))
    - 7e Antenne médicale spécialisée (7 AMS : soutien au profit du Force des fusiliers marins et commandos (FORFUSCO)) de Lorient.

L'opération Sabre représente 78,4 millions d'euros sur les 1,2 milliard d'euros (soit 6,5 %) des surcoûts des opérations extérieures sur l'année 2015.
| Unités                 | Effectif théorique début 2014 | Effectif réel début 2014 | Effectif prévu dans le cadre de la LPM 2014-2019 |
| ---------------------- | ----------------------------- | ------------------------ | ------------------------------------------------ |
| 1er RPIMa              | 780                           | 768                      | 865                                              |
| 13e RDP                | 751                           | 707                      | 841                                              |
| 4e RHFS                | 279                           | 271                      | 454                                              |
| GAS                    | //                            | //                       | 150                                              |
| Cdo Marine             | 721                           | 674                      | 721                                              |
| CPA 10                 | 274                           | 231                      | 274                                              |
| ET 3/61 Poitou         | 134                           | 123                      | 134                                              |
| EH 1/67 Pyrénées       | -                             | -                        | -                                                |
| Total « combattants »  | 2939                          | 2774                     | 3 439                                            |
| EM-BFST                | 71                            | 71                       | 71                                               |
| EM-ALFUSCO             | 80                            | 80                       | 80                                               |
| EM-BFS                 | 12                            | 12                       | 12                                               |
| EM-COS                 | 94                            | 82                       | 144                                              |
| Total « états-majors » | 257                           | 245                      | 307                                              |
| Total général          | 3 196                         | 3 019                    | 3 746                                            |

## Engagements connus du COS

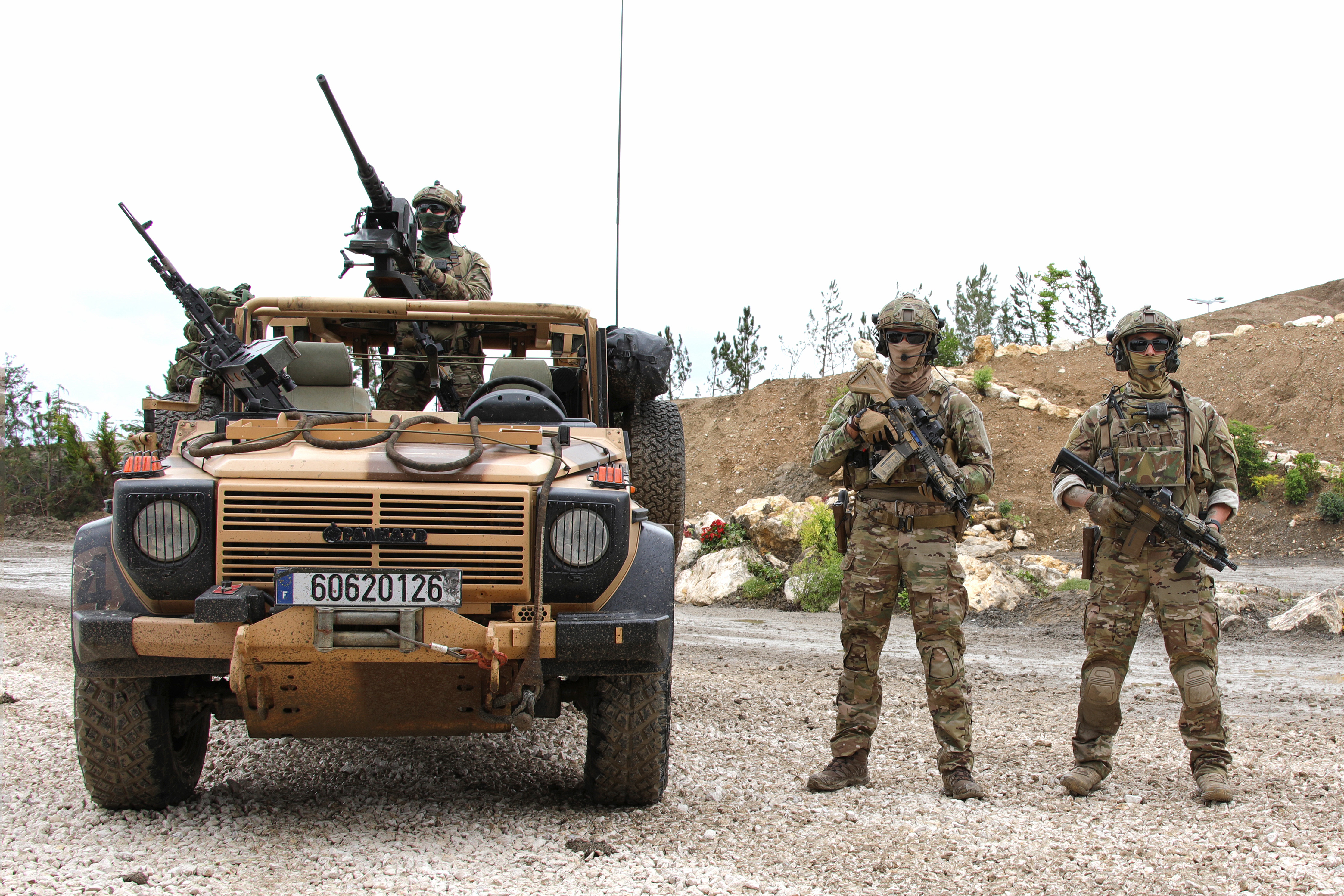
Équipe des forces spéciales terre après une démonstration de libération d'otages - juin 2018

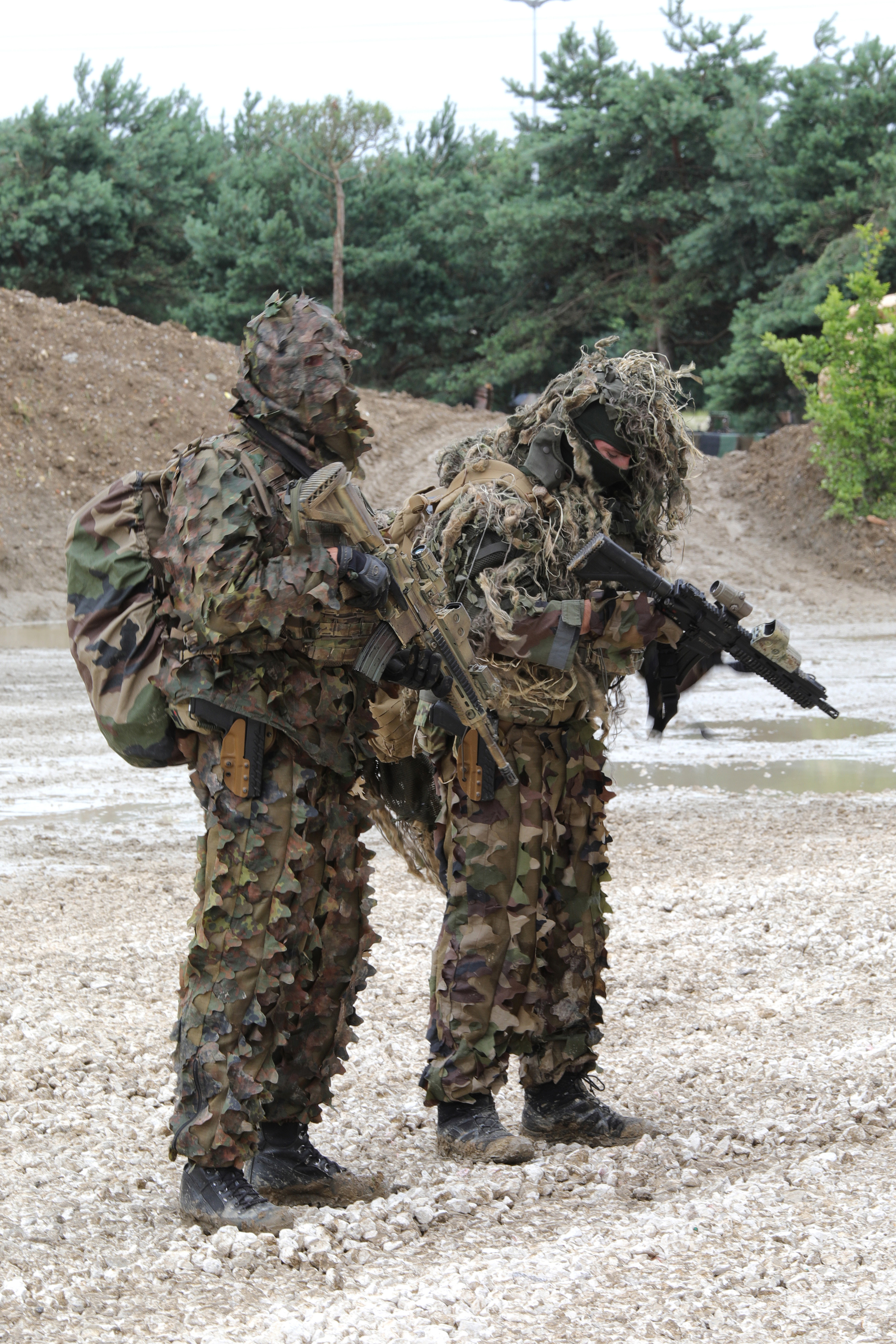
Opérateurs de la compagnie de commandement et de transmissions des forces spéciales terre- juin 2018

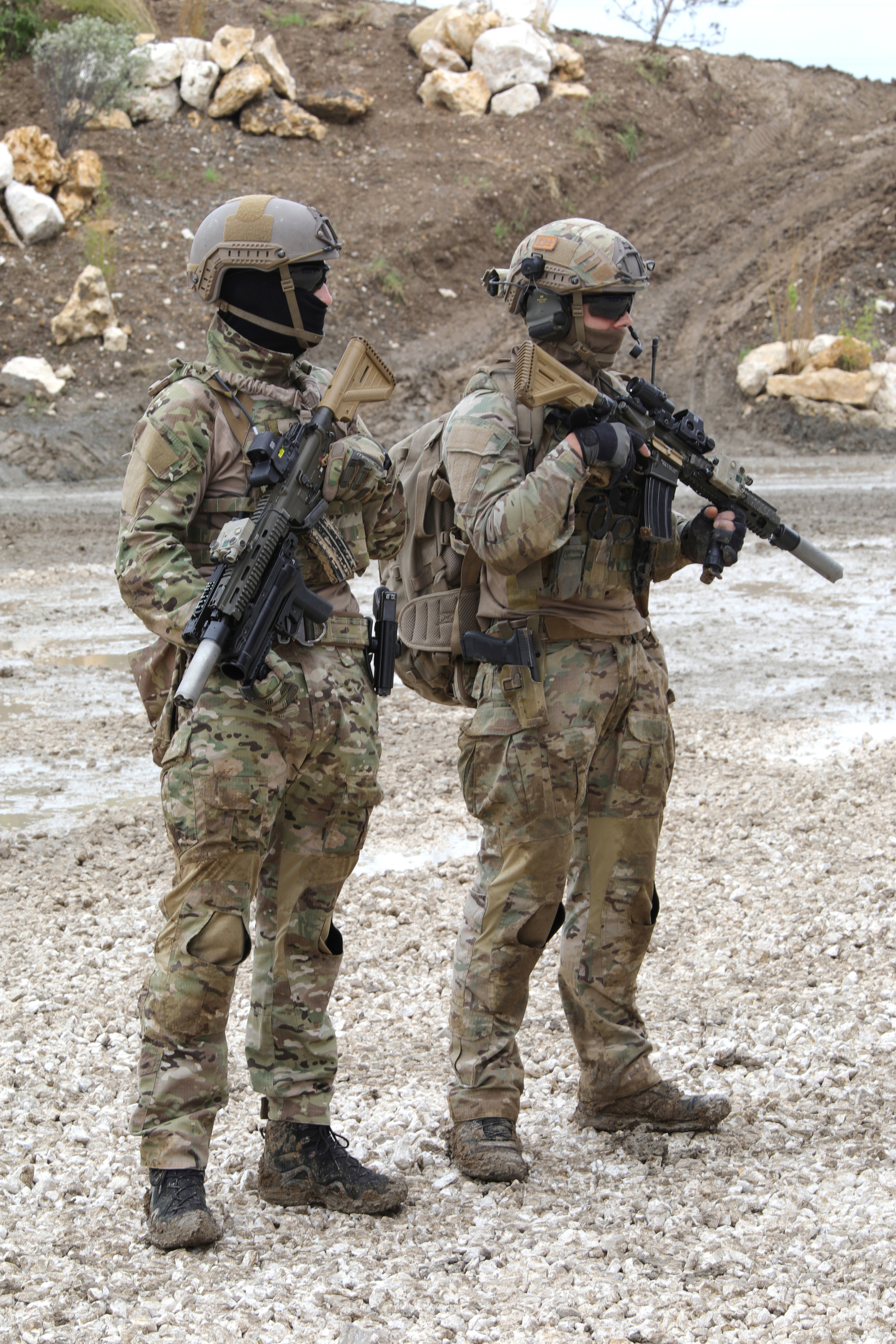
Opérateurs de la compagnie de commandement et de transmissions des forces spéciales terre- juin 2018

Depuis sa création en 1992, le COS a participé notamment aux opérations extérieures suivantes :
- Comores, 1992[réf. souhaitée]
- Opération Oryx en Somalie, 1992-93[13]
- Opération Balbuzard en mer Adriatique, 1993[réf. souhaitée]
- Opération Amaryllis et Opération Turquoise au Rwanda, 1994-95[13]
- Haïti, 1994[réf. souhaitée]
- Opération Azalée aux Comores, 1995[13]
- Opération Balbuzard noir en mer Adriatique, 1995[14]
- Opération Croix du Sud au Niger 1995[réf. nécessaire]
- Opération Almandin en République centrafricaine, 1996[13]
- Opération Pélican 1 et 2 au Congo-Brazzaville, 1997[réf. souhaitée]
- Opération Espadon : le 2 juin 1997, 20 hommes du commando de Montfort (commandos marine) sont envoyés sur place pour évacuer près d'un millier de personnes de 21 nationalités différentes de Sierra Leone. Ces personnes seront rapatriées sur l’aviso Jean Moulin et la FS Germinal pour être débarquées à Conakry, en Guinée.[réf. souhaitée]
- Opération Alba en Albanie, 1997[13]
- Opération Iroko en Guinée-Bissau, 1998[réf. souhaitée]
- Bosnie-Herzégovine, arrestation de personnes inculpées par le Tribunal pénal international pour l'ex-Yougoslavie de 1999 à 2002[15]
- Opération Kahia en Côte d'Ivoire, 1999[13]
- Opération Vulcain au Kosovo, 2000[13]
- Opération Licorne en Côte d'Ivoire à partir de 2002[13]
- Opération Artémis, République démocratique du Congo, 2003[13]
- Afghanistan depuis 2001
- Opération Benga, en République Démocratique du Congo, 2006[13]
- Opération Boali en République centrafricaine en 2007 avec un saut de 58 chuteurs opérationnels sur l'aérodrome de Birao le 6 mars[16]
- Opération Thalathine en avril 2008, Somalie, libération d'otage, Acte de piraterie contre le Ponant[17],[18]
- Mali, pour l'enlèvement des salariés d'Areva et de Vinci au Niger, le 16 septembre 2010.
- Libye, Opération Harmattan, intervention en soutien des opérations de l'OTAN ou auprès des opposants au régime du colonel Kadhafi en 2011 (renseignement maritime, insertion maritime des forces du CNT, guidage de frappes aériennes et navales, instruction et conseil)[19],[20].
- Syrie, contacts du COS et de la DGSE avec des militaires dissidents syriens en 2011 (formation et structuration de la capacité opérationnelle)[21]
- Opération Sabre, août 2012 : déploiement des hommes du COS dans le Sahel[22]
- Le 11 janvier 2013, les forces du COS participent à la tentative de libération de l'otage français Denis Allex à Buulo Mareer, en Somalie[23], en appui du Service Action de DGSE.
- Opération Serval : depuis le 11 janvier 2013 à la demande du Mali afin de contrer l'offensive de plusieurs groupes terroristes armés qui occupaient déjà tout le Nord du pays, jusqu'à 500 hommes du COS engagés[24].
- Niger : un détachement du COS est chargé à partir de février 2013 d'appuyer l'armée nigérienne dans le Nord du pays. Le 24 février 2013, des éléments du COS auraient appuyé l'armée lors d'un assaut sur une prise d'otages à l'école des sous-officiers à Agadez[25].
- Libye : en juillet 2014, évacuation de ressortissants français et étrangers de Tripoli, avec le GIGN[26].
- Mali : L’otage néerlandais Sjaak Rijke, enlevé à Tombouctou le 25 novembre 2011, a été libéré en avril 2015 lors d'une opération militaire conduite par les forces spéciales françaises[27].
- Mali : Le COS intervient le 20 novembre 2015 lors de l'Attentat du Radisson Blu de Bamako[28].
- Burkina Faso : Le 15 janvier 2016, les forces spéciales françaises interviennent contre les terroristes de l’hôtel Splendid lors des attentats de Ouagadougou[29].
- Burkina Faso : Le 2 mars 2018, dans le cadre de l'Attaque de Ouagadougou, les forces spéciales françaises interviennent en défense de l'ambassade de France et évacuent l'Institut français ainsi que les bureaux de l'Agence française de développement[30].
- Irak et Syrie : Task force Hydra, en appui de l'armée irakienne et des forces kurdes contre l'État Islamique[31]. Les forces spéciales françaises seraient présentes dans la province de Deir ez-Zor en Syrie selon des photos publiées en septembre 2018 par l'armée américaine[32]. Celles-ci montraient un véhicule Aravis en arrière-plan.
- Ukraine : Nature inconnue[33]

| Opération                                               | Pays                                 | Année              | Implication du COS |
| ------------------------------------------------------- | ------------------------------------ | ------------------ | --- |
| Opération Thalathine                                    | Somalie                              | 2008               | Le commando Hubert, appuyé par le GIGN, appréhendent six pirates somaliens en fuite. |
| Otages d'Arlit                                          | Niger                                | 2010               | Déploiement du COS au Sahel. |
| Opération Harmattan                                     | Libye                                | 2011               | Libye, Opération Harmattan, intervention en soutien des opérations de l'OTAN ou auprès des opposants au régime du colonel Kadhafi en 2011 (renseignement maritime, insertion maritime des forces du CNT, guidage de frappes aériennes et navales, instruction et conseil),.     |
| Combat de Tabankort (opération Archange foudroyant)     | Niger                                | 2011               | Le COS intervient pour tenter de libérer deux otages français retenus prisonniers par AQMI. L'opération se solde par la mort des deux otages. |
| Opération Serval Task Force Sabre Bataille de Konna     | Mali                                 | 2013               | Le 10 janvier 2013, les forces du COS (commandos marine et 1er RPIMa) prennent notamment l'aéroport de Mopti-Sévaré. Le lieutenant Boiteux du 4e RHFS est tué lors de la bataille de Konna.                                                                                     |
| Tentative de libération de l'otage français Denis Allex | Somalie                              | 2013               | Le 11 janvier 2013, les forces du COS participent à la tentative de libération de l'otage français Denis Allex à Buulo Mareer, en Somalie, en appui du Service Action de DGSE.                                                                                                  |
| Attentats d'Agadez et Arlit                             | Niger                                | 2013               | Un détachement du COS est chargé à partir de février 2013 d'appuyer l'armée nigérienne dans le Nord du pays. Le 24 février 2013, des éléments du COS auraient appuyé l'armée lors d'un assaut sur une prise d'otages à l'école des sous-officiers à Agadez.                     |
| Opération Chammal - Task Force Hydra                    | Irak - Syrie                         | 2014-au moins 2019 | Le COS intervient notamment lors de la bataille de Mossoul et au nord de la Syrie dans le secteur de Manbij Les opérateurs du COS participent à la recherche du renseignement pour traquer les leaders de l'État islamique Abou Bakr al-Baghdadi, son « calife ».               |
| Attentat du Radisson Blu de Bamako                      | Mali                                 | 2015               | Le COS intervient le 20 novembre 2015 lors de l'Attentat du Radisson Blu de Bamako. |
| Attentats de Ouagadougou                                | Burkina Faso                         | 2016               | Le 15 janvier 2016, les forces spéciales françaises interviennent contre les terroristes de l’hôtel Splendid lors des attentats de Ouagadougou. |
| Bataille d'al-Hodeïda                                   | Yémen                                | 2018               | Des forces spéciales françaises seraient présentes aux côtés des forces émiraties au Yémen, dans le cadre de la guerre civile. Des éléments auraient participé aux côtés de la coalition arabe à la bataille pour la reprise du port yéménite de Hodeïdah aux rebelles houthis. |
| Combat de Gorom-Gorom                                   | Burkina Faso                         | 2019               | Le combat de Gorom-Gorom a lieu dans la nuit du 9 au 10 mai, libération de 4 otages (2 Français, 1 Américaine, 1 Sud-Coréenne) dans le nord du Burkina Faso. Les maîtres Alain Bertoncello et Cédric de Pierrepont ont trouvé la mort dans cette opération.                     |
| Libération de Jérôme Hugonot                            | Frontière entre le Niger et le Tchad | 2022               | Le 30 octobre 2022, les forces spéciales françaises, appuyées par des éléments des forces armées tchadiennes, ont secouru un ressortissant franco-australien retenu en otage par des hommes armés près de la frontière entre le Tchad et le Niger.                              |

| Année | Effectifs |
| ----- | --------- |
| 2001  | 50-70     |
| 2002  | 50-70     |
| 2003  | 200-250   |
| 2004  | 200-250   |
| 2005  | 200-250   |
| 2006  | 200-250   |
| 2007  | /         |
| 2010  | 120       |
| 2011  | 100+      |

| Pays       | Période                 |
| ---------- | ----------------------- |
| RCI        | 2004                    |
| RCA        | novembre 2006-mars 2007 |
| Liberia    | 2004                    |
| Guinée     | 2007                    |
| Tchad      | 2007-2008               |
| Niger-Mali | janvier 2011            |
| Kenya      | automne 2011            |
| Mauritanie | depuis 2008             |

## Liste des forces opérationnelles du COS
- Afghanistan : Task Force Ares (2003-2007)[N 2], puis GFS Jehol (2009-2012) et Task Force 32 (2012-2013).
- Sahel : Task Force Sabre (2008-2023)
- Sahel : Task Force Takuba (2020-2022)
- Djibouti : Task Force Kara
- Irak-Syrie : Task Force Hydra (2014-)
- Centrafrique : Task Force Auriga (2013-2015)

## Liste des officiers généraux commandants du COS
L'officier général commandant le COS est désigné par l'acronyme « GCOS » (général commandant les opérations spéciales) s'il est issu de l'Armée de terre ou de l'Armée de l'air et par l'acronyme « ALCOS » (amiral commandant les opérations spéciales) s'il est issu de la Marine nationale.
| No | Portrait | Grade                                                     | Nom                       | Force armée      | Unité spéciale commandée par le passé         | Durée du mandat    | Durée du mandat    | Durée du mandat            |
| No | Portrait | Grade                                                     | Nom                       | Force armée      | Unité spéciale commandée par le passé         | Début              | Fin                | Longévité                  |
| -- | -------- | --------------------------------------------------------- | ------------------------- | ---------------- | --------------------------------------------- | ------------------ | ------------------ | -------------------------- |
| 1  |          | Général de brigade puis Général de division               | Maurice Le Page           | Armée de Terre   | Aucune                                        | 1992               | 1996               | 4 ans                      |
| 2  |          | Général de brigade puis Général de division (13 mai 1998) | Jacques Saleün            | Armée de l'air   | (pilote issu du corps des officiers de l'air) | 1er avril 1996     | 1er janvier 2000   | 3 ans et 9 mois            |
| 3  |          | Général de division                                       | André Ranson              | Armée de Terre   |                                               | 1er janvier 2000   | 16 avril 2001      | 1 an et 4 mois             |
| 4  |          | Général de brigade                                        | Henri Poncet              | Armée de Terre   | (ancien commandant de la 11e BP, 1999-2000)   | 17 avril 2001      | 31 août 2004       | 3 ans, 4 mois et 14 jours  |
| 5  |          | Général de brigade                                        | Benoît Puga               | Armée de Terre   | (ancien chef de corps du 2e REP, 1996-1998)   | 1er septembre 2004 | 30 juin 2007       | 2 ans, 9 mois et 29 jours  |
| 6  |          | Contre-amiral                                             | Pierre Martinez           | Marine nationale | FORFUSCO(2005-2007)                           | 1er juillet 2007   | 31 août 2009       | 1 an, 1 mois et 30 jours   |
| 7  |          | Général de brigade                                        | Frédéric Beth             | Armée de Terre   | Aucune                                        | 1er septembre 2009 | 31 juillet 2011    | 1 an, 10 mois et 30 jours  |
| 8  |          | Général de brigade                                        | Christophe Gomart         | Armée de Terre   | 13e RDP (2003-2005)                           | 1er août 2011      | 31 juillet 2013    | 1 an, 11 mois et 30 jours  |
| 9  |          | Général de brigade                                        | Grégoire de Saint-Quentin | Armée de Terre   | 1er RPIMa (2004-2006)                         | 1er août 2013      | 31 août 2016       | 3 ans et 30 jours          |
| 10 |          | Contre-amiral                                             | Laurent Isnard            | Marine nationale | Commando Hubert(1999 - 2001)                  | 1er septembre 2016 | 30 août 2019       | 2 ans, 11 mois et 29 jours |
| 11 |          | Général de brigade                                        | Éric Vidaud               | Armée de Terre   | 1er RPIMa (2008-2010)                         | 31 août 2019       | 1er septembre 2021 | 2 ans et 1 jour            |
| 12 |          | Général de brigade                                        | Bertrand Toujouse         | Armée de Terre   | 13e RDP (2007-2009)                           | 1er septembre 2021 | 31 août 2022       | 11 mois et 30 jours        |
| 13 |          | Général de brigade                                        | Michel Delpit             | Armée de Terre   | 1er RPIMa (2014-2016)                         | 1er septembre 2022 | en fonction        |                            |

## Liste des commandos du COS morts en opérations extérieures[48]
| Date       | Identité             | Âge | Grade                  | Armée d'origine  | Unité            | Théâtre d'opération |
| ---------- | -------------------- | --- | ---------------------- | ---------------- | ---------------- | ------------------- |
| 19/02/1985 | Rhodes Paul          | 41  | Commandant             | Armée de terre   | 1er RPIMa        | Guerre du Liban     |
| 13/11/1990 | Burgart Jacques      | 30  | Sergent                | Armée de terre   | 13e RDP          | Opération Daguet    |
| 26/02/1991 | Schmitt Yves         | 32  | Sergent                | Armée de terre   | 1er RPIMa        | Guerre du Golfe     |
| 26/02/1991 | Cordier Eric         | 24  | Caporal-chef           | Armée de terre   | 1er RPIMa        | Guerre du Golfe     |
| 07/01/1992 | Eychenne Jean-Loup   | 34  | Lieutenant de Vaisseau | Marine nationale | Commando Hubert  | Croatie             |
| 19/11/1997 | Graff Yvon           | 49  | Capitaine de Corvette  | Marine nationale | Commando Jaubert | Serbie              |
| 29/08/1999 | Cuzon Philippe       | 29  | Sergent                | Armée de terre   | 13e RDP          | Bosnie-Herzégovine  |
| 31/08/2004 | Yagci Murat          | 21  | Caporal                | Armée de terre   | 1er RPIMa        | Afghanistan         |
| 04/03/2005 | Bury Eric            | 32  | Sergent-chef           | Armée de terre   | 1er RPIMa        | Côte d'Ivoire       |
| 04/03/2005 | Lantenois Sylvain    | 33  | Sergent-chef           | Armée de terre   | 1er RPIMa        | Côte d'Ivoire       |
| 17/09/2005 | Crupel Cédric        | 28  | Caporal-Chef           | Armée de terre   | 1er RPIMa        | Afghanistan         |
| 04/03/2006 | Le Page Loïc         | 30  | Premier-Maître         | Marine nationale | Commando Trépel  | Afghanistan         |
| 20/05/2006 | Gazeau Joël          | 36  | Adjudant-Chef          | Armée de terre   | 1er RPIMa        | Afghanistan         |
| 20/05/2006 | Poulain David        | 37  | Caporal-Chef           | Armée de terre   | 1er RPIMa        | Afghanistan         |
| 25/08/2006 | Paré Frédéric        | 34  | Premier-Maître         | Marine nationale | Commando Marine  | Afghanistan         |
| 25/08/2006 | Planelles Sébastien  | 28  | Caporal-Chef           | Armée de l'air   | CPA 10           | Afghanistan         |
| 03/03/2008 | Polin Gilles         | 28  | Sergent-Chef           | Armée de terre   | 1er RPIMa        | Soudan              |
| 18/01/2009 | Rouat Yoan           | 23  | Caporal-Chef           | Armée de terre   | 13e RDP          | Gabon               |
| 18/01/2009 | Michaud Cyril        | 32  | Sergent-Chef           | Armée de terre   | 13e RDP          | Gabon               |
| 18/01/2009 | Le Maître Gilles     | 22  | Sergent                | Armée de terre   | 13e RDP          | Gabon               |
| 18/01/2009 | Cheix Yannick        | 35  | Sergent                | Armée de terre   | 13e RDP          | Gabon               |
| 19/01/2009 | Schigetomi Michael   | 29  | Sergent                | Armée de terre   | 13e RDP          | Gabon               |
| 26/09/2009 | Poirier Gabriel      | 23  | Caporal-Chef           | Armée de terre   | 13e RDP          | Afghanistan         |
| 26/09/2009 | Hertach Yann         | 38  | Adjudant-Chef          | Armée de terre   | 13e RDP          | Afghanistan         |
| 17/12/2010 | Lefort Jonathan      | 28  | Second-Maître          | Marine nationale | Commando Trépel  | Afghanistan         |
| 14/07/2011 | Bourdet Benjamin     | 30  | Second-Maître          | Marine nationale | Commando Jaubert | Afghanistan         |
| 11/01/2013 | Boiteux Damien       | 41  | Lieutenant             | Armée de terre   | 4e RHFS          | Mali                |
| 29/04/2013 | Duval Stéphane       | 32  | Caporal-Chef           | Armée de terre   | 1er RPIMa        | Mali                |
| 29/10/2014 | Dupuy Thomas         | 32  | Sergent-Chef           | Armée de l'air   | CPA 10           | Mali                |
| 29/11/2014 | Bajja Samir          | 38  | Adjudant               | Armée de terre   | 4e RHFS          | Burkina-Faso        |
| 26/11/2015 | Guarato Alexis       | 35  | Sergent-Chef           | Armée de l'air   | CPA 10           | Mali                |
| 23/09/2017 | Grenier Stéphane     | 34  | Adjudant-Chef          | Armée de terre   | 13e RDP          | Syrie               |
| 10/05/2019 | de Pierrepont Cédric | 33  | Maître                 | Marine nationale | Commando Hubert  | Burkina-Faso        |
| 10/05/2019 | Bertoncello Alain    | 28  | Maître                 | Marine nationale | Commando Hubert  | Burkina-Faso        |
| 29/08/2023 | Mazier Nicolas       | 31  | Sergent                | Armée de l'air   | CPA 10           | Irak                |

## Liste des commandos du COS morts hors opérations[49]
| Date       | Identité                | Âge | Grade                     | Armée d'origine  | Unité                   | Lieux        |
| ---------- | ----------------------- | --- | ------------------------- | ---------------- | ----------------------- | ------------ |
| -          | Hyvair                  | -   | Premier-Maître            | Marine nationale | Commando Hubert         | -            |
| 26/11/1966 | Aquaronne Bernard       | -   | Matelot                   | Marine nationale | Commando de Penfentenyo | Var          |
| 1967       | Ausseuil                | -   | -                         | Marine nationale | Commando Jaubert        | Var          |
| 1967       | Lancier                 | -   | -                         | Marine nationale | Commando Jaubert        | Var          |
| 1967       | Gulczynski Christian    | -   | -                         | Marine nationale | Commando Jaubert        | Var          |
| 02/05/1968 | Hentz Jean              | -   | Matelot                   | Marine nationale | Commando Penfentenyo    | -            |
| 21/01/1969 | Bourdin Philippe        | -   | -                         | Marine nationale | Commando Hubert         | Finistère    |
| 21/01/1969 | Perina Gérard           | -   | -                         | Marine nationale | Commando Hubert         | Finistère    |
| 12/03/1974 | Sie Philippe            | -   | Quartier-Maître 2e Classe | Marine nationale | Commando Penfentenyo    | Gard         |
| 15/12/1977 | Gagnard Jean-Claude     | -   | Matelot                   | Marine nationale | Commando de Penfentenyo | Djibouti     |
| 1981       | Leborgne Daniel         | -   | Quartier-Maître           | Marine nationale | Commando Trépel         | -            |
| 03/02/1982 | Gloanec Jean-Paul       | -   | Major                     | Marine nationale | Commando Jaubert        | Djibouti     |
| 11/07/1984 | Vallade Claude          | -   | Second-Maître             | Marine nationale | Commando Hubert         | Finistère    |
| 10/02/1986 | Robidaire Jean-François | -   | Capitaine de Corvette     | Marine nationale | Commando Hubert         | Corse-du-Sud |
| 10/02/1986 | Guillard Luc            | -   | Second-Maître             | Marine nationale | Commando Hubert         | Corse-du-Sud |
| 10/02/1986 | Petit Gilles            | -   | Second-Maître             | Marine nationale | Commando Hubert         | Corse-du-Sud |
| 10/02/1986 | D'Oiron Aimery          | -   | Aspirant                  | Marine nationale | Commando Hubert         | Corse-du-Sud |
| 10/02/1986 | Geffrault Michel        | -   | Second-Maître             | Marine nationale | Commando Hubert         | Corse-du-Sud |
| 11/06/1987 | Morio Christian         | -   | Premier-Maître            | Marine nationale | Commando Marine         | -            |
| 17/10/1989 | Roseau Bernard          | 39  | Capitaine de Corvette     | Marine nationale | Commando Hubert         | -            |
| 04/06/1993 | Lechauve Eric           | -   | -                         | Marine nationale | Commando Hubert         | Finistère    |
| 04/06/1993 | Bengloan Stéphane       | -   | -                         | Marine nationale | Commando Hubert         | Finistère    |
| 13/07/2006 | Renard Thierry          | 25  | Second-Maître             | Marine nationale | Commando Marine         | Finistère    |
| 17/11/2009 | Le Bihan Eric           | -   | Second-Maître             | Marine nationale | Commando Hubert         | Var          |
| 24/10/2013 | Lanriec Maurice         | 47  | Maître-Principal          | Marine nationale | Commando Marine         | Morbihan     |
| 19/07/1995 | Bihan Gilbert           | -   | Second-Maître             | Marine nationale | Commando de Penfentenyo | Djibouti     |
| 1996       | Bodson                  | -   | Quartier-Maître           | Marine nationale | Commando Marine         | Djibouti     |
| 1996       | Burns                   | -   | Quartier-Maître           | Marine nationale | Commando Marine         | Djibouti     |
| 06/01/1997 | Gros Patrick            |     | Caporal-chef              | Armée de l'air   | CPA10                   | Vaucluse     |
| 12/11/1998 | Luce Pierre-Marie       | -   | -                         | Marine nationale | Commando Trépel         | Djibouti     |
| 02/11/2001 | Thiers Henri            | -   | Lieutenant de Vaisseau    | Marine nationale | Commando de Montfort    | Djibouti     |
| 10/05/2006 | Basquin Kevin           |     | Caporal-chef              | Armée de l'air   | CPA10                   | Loiret       |
| 09/10/2015 | Labbé Ludovic           | 33  | Caporal-chef              | Armée de terre   | 1er RPIMa               | Guyane       |
| 27/05/2016 | -                       | 31  | Sergent                   | Armée de terre   | 13e RDP                 | Dordogne     |
| 06/02/2018 | Gibert Quentin          | 29  | Capitaine                 | Armée de terre   | 4e RHFS                 | Var          |
| 06/02/2018 | Greve Sébastien         | 30  | Lieutenant                | Armée de terre   | 4e RHFS                 | Var          |
| 21/07/2018 | Peyrony-Rapatout Arnaud | 37  | Adjudant                  | Marine nationale | Commando de Penfentenyo | Djibouti     |

### Exposition
- 2022-2023 : « Forces spéciales », musée de l'Armée (Paris)[52].